# Coppa Italia 1941/1942
Devátý ročník Coppa Italia (italského fotbalového poháru) se konal od 5. října 1941 do 28. června 1942. Turnaj vyhrál klub Juventus, které po výsledcích 1:1 a 4:1 porazily ve finále Milán. Nejlepším střelcem se stal albánský hráč Riza Lushta (Juventus), který vstřelil 8 branek.
Kvůli špatné ekonomické situaci v Italském fotbale se FIGC rozhodla, že o pohár budou hrát kluby z nejvyšší ligy a z 2. ligy.

## Účastníci

### Serie A
| - Ambrosiana-Inter - Atalanta - Benátky - Boloňa | - Fiorentina - Janov - Juventus - Lazio | - Liguria - Livorno - Milán - Modena | - Neapol - Řím - Turín - Triestina |

### Serie B
| - Alessandria - Bari - Brescia - Fanfulla - Fiumana | - Lucchese - Novara - Padova - Pescara - Pisa | - Prato - Pro Patria - Reggiana - Savona | - Siena - Spezia - Udinese - Vicenza |

## Zápasy

### Kvalifikace
Zápasy byly na programu 5. října 1941.
Poznámky
|  | Postup do dalšího kola |

| Domácí  | Výsledek | Hosté      |
| ------- | -------- | ---------- |
| Novara  | 2:1      | Fanfulla   |
| Udinese | 0:1      | Pro Patria |

### Šestnáctifinále
Zápasy byly na programu od 12. října 1941.
| Domácí   | Výsledek     | Hosté            |
| -------- | ------------ | ---------------- |
| Boloňa   | 4:0          | Alessandria      |
| Brescia  | 2:1          | Savona           |
| Juventus | 5:0          | Pro Patria       |
| Lazio    | 4:2          | Bari             |
| Liguria  | 0:2          | Atalanta         |
| Livorno  | 4:1          | Triestina        |
| Lucchese | 1:2          | Reggiana         |
| Milán    | 4:1          | Fiorentina       |
| Modena   | 4:1          | Ambrosiana-Inter |
| Novara   | 1:0 v prodl. | Řím              |
| Padova   | 2:0          | Neapol           |
| Pescara  | 1:2          | Janov            |
| Siena    | 1:2 v prodl. | Pisa             |
| Spezia   | 4:0          | Fiumana          |
| Benátky  | 2:1          | Turín            |
| Vicenza  | 1:2          | Prato            |

### Osmifinále
Zápasy byly na programu od 19. října 1941.
| Domácí   | Výsledek | Hosté    |
| -------- | -------- | -------- |
| Juventus | 2:1      | Janov    |
| Livorno  | 2:4      | Boloňa   |
| Milán    | 4:2      | Lazio    |
| Modena   | 3:1      | Atalanta |
| Novara   | 2:1      | Spezia   |
| Padova   | 3:2      | Brescia  |
| Pisa     | 0:4      | Benátky  |
| Prato    | 0:4      | Reggiana |

### Čtvrtfinále
Zápasy byly na programu 8. února 1942.
| Domácí   | Výsledek | Hosté    |
| -------- | -------- | -------- |
| Juventus | 1:0      | Padova   |
| Milán    | 6:0      | Reggiana |
| Modena   | 2:0      | Novara   |
| Benátky  | 2:0      | Boloňa   |

### Semifinále
Zápasy byly na programu 12. dubna 1942.
| Domácí   | Výsledek | Hosté   |
| -------- | -------- | ------- |
| Juventus | 4:1      | Modena  |
| Milán    | 2:1      | Benátky |

### Finále

#### 1. zápas
| 21. 6. 1942 17:00 |        |             |                                                        |
| Milán             | 1 : 1  | Juventus    | Arena Civica, Milán, Itálie rozhodčí: Generoso Dattilo |
| Cappello 83'      | Report | 37' Bellini | Arena Civica, Milán, Itálie rozhodčí: Generoso Dattilo |

|                |    |                   |  |
|                |    |                   |  |
|                | 1  | Giovanni Rossetti |  |
|                | 2  | Enrico Boniforti  |  |
|                | 3  | Dante Guagnetti   |  |
|                | 4  | Giuseppe Antonini |  |
|                | 5  | Leandro Remondini |  |
|                | 6  | Gianni Toppan     |  |
|                | 7  | Piero Trapanelli  |  |
|                | 8  | Giuseppe Meazza   |  |
|                | 9  | Gino Cappello     |  |
|                | 10 | Giorgio Granata   |  |
|                | 11 | Luigi Rosellini   |  |
| Trenér:        |    |                   |  |
| Mario Magnozzi |    |                   |  |

|            |    |                     |  |
|            |    |                     |  |
|            | 1  | Giuseppe Peruchetti |  |
|            | 2  | Alfredo Foni        |  |
|            | 3  | Pietro Rava         |  |
|            | 4  | Teobaldo Depetrini  |  |
|            | 5  | Carlo Parola        |  |
|            | 6  | Ugo Locatelli       |  |
|            | 7  | Lelio Colaneri      |  |
|            | 8  | Giovanni Varglien   |  |
|            | 9  | Riza Lushta         |  |
|            | 10 | Vittorio Sentimenti |  |
|            | 11 | Savino Bellini      |  |
| Trenér:    |    |                     |  |
| Luis Monti |    |                     |  |

#### 2. zápas
| 28. 6. 1942 17:00                          |        |           |                                                                   |
| Juventus                                   | 4 : 1  | Milán     | Stadio Benito Mussolini, Turín, Itálie rozhodčí: Giovanni Galeati |
| Lushta 29', 69', 71' Sentimenti 34 (pen.)' | Report | 56' Boffi | Stadio Benito Mussolini, Turín, Itálie rozhodčí: Giovanni Galeati |

|            |    |                     |  |
|            |    |                     |  |
|            | 1  | Giuseppe Peruchetti |  |
|            | 2  | Alfredo Foni        |  |
|            | 3  | Pietro Rava         |  |
|            | 4  | Teobaldo Depetrini  |  |
|            | 5  | Carlo Parola        |  |
|            | 6  | Ugo Locatelli       |  |
|            | 7  | Lelio Colaneri      |  |
|            | 8  | Giovanni Varglien   |  |
|            | 9  | Riza Lushta         |  |
|            | 10 | Vittorio Sentimenti |  |
|            | 11 | Savino Bellini      |  |
| Trenér:    |    |                     |  |
| Luis Monti |    |                     |  |

|                |    |                   |  |
|                |    |                   |  |
|                | 1  | Giovanni Rossetti |  |
|                | 2  | Enrico Boniforti  |  |
|                | 3  | Dante Guagnetti   |  |
|                | 4  | Giuseppe Antonini |  |
|                | 5  | Leandro Remondini |  |
|                | 6  | Gianni Toppan     |  |
|                | 7  | Piero Trapanelli  |  |
|                | 8  | Paolo Todeschini  |  |
|                | 9  | Aldo Boffi        |  |
|                | 10 | Gino Cappello     |  |
|                | 11 | Luigi Rosellini   |  |
| Trenér:        |    |                   |  |
| Mario Magnozzi |    |                   |  |

## Vítěz
| Coppa Italia Vítěz pro rok 1941/1942 |
| ------------------------------------ |
| Juventus FC                          |
|                                      |

## Střelecká listina
| Pořadí | Jméno            | Klub     | Branky |
| ------ | ---------------- | -------- | ------ |
| 1.     | Riza Lushta      | Juventus | 8      |
| 2.     | Aldo Boffi       | Milán    | 6      |
| 3.     | Valeriano Ottino | Modena   | 5      |